# Fase de repesca para la Copa Mundial de Rugby de 2003
El proceso de clasificación para la Copa Mundial de Rugby de 2003 finalizó con una repesca para decidir tanto el decimonoveno como el vigésimo clasificado para la Copa Mundial de Rugby de 2003. 
Cinco equipos, los mejores no-clasificados de cada región, compitieron por la penúltima y última plaza para la Copa Mundial de Rugby de 2003, en dos grupos diferentes.

## Repechaje 1

### Semifinal
| 15 de marzo de 2003 | España | 33 - 16 | Túnez | Valence d'Agen, Francia |  |

- España avanza a la final.

### Final
| 12 de abril de 2003 | España | 13 - 62 | Estados Unidos | Madrid, España |  |

| 27 de abril de 2003 | Estados Unidos | 58 - 13 | España | Fort Lauderdale, Florida |  |

- Estados Unidos clasifica a la Copa Mundial de Rugby de 2003 por un marcador global de 120 a 26.

## Repechaje 2
| 15 de marzo de 2003 | Corea del Sur | 0 - 75 | Tonga | Gwangju, Corea del Sur |  |

| 21 de marzo de 2003 | Tonga | 119 - 0 | Corea del Sur | Nukuʻalofa, Tonga |  |

- Tonga clasifica a la Copa Mundial de Rugby de 2003 por un marcador global de 194 a 0.

### Clasificados
| Bandera de Estados Unidos |
| Estados Unidos            |
| Clasificado a la RWC 2003 |

| Bandera de Tonga          |
| Tonga                     |
| Clasificado a la RWC 2003 |